# Ivano Fossati
Ivano Alberto Fossati (Genua, 21 september 1951) is een Italiaans singer-songwriter, gitarist, pianist en slagwerker.

## Biografie
In de jaren tachtig besloot hij te verhuizen, en na veel reizen tussen Europa en de Verenigde Staten vestigde hij zich in de Italiaanse regio Ligurië.
Als kind was hij al heel veel met muziek bezig, in 1959 nam hij pianolessen. Hoewel hij vooral piano speelde, was hij ook bekwaam met de gitaar en de fluit. In 1969 verliet hij school, om in een professioneel orkest te spelen. In 1970 speelde hij in de band I Sagittari ('de boogschutters'). Een jaar later veranderde de naam van deze band in Delirium en met deze band nam hij in 1971 zijn eerste album op, Dolce Acqua.
Met de single "Jesahel" deed Delirium in 1972 mee aan het Festival van San Remo, een Italiaans festival waar vele Italiaanse artiesten hun beroemdheid hebben verworven. Van de single werden, twee maanden nadat hij de groep heeft verlaten, meer dan een miljoen exemplaren verkocht. Shirley Bassey nam de song op in het Engels.
Liedjes komen in groot tempo uit, en behalve dat hij zijn eigen liedjes schrijft, schrijft hij ook mee aan liedjes van andere artiesten zoals Fabrizio De André, Riccardo Tesi, Mia Martini, Ornella Vanoni, Francesco De Gregori.
In 2001 brengt hij Not One Word uit, een plaat die alleen maar uit instrumentale liedjes bestaat.
In 2005 ontvangt hij de Librex-Montale-prijs, een prijs uitgereikt door de universiteit van Macerata en Camerino.
Na jarenlang een contract te hebben gehad bij Sony Music, verliet hij in 2007 die platenmaatschappij voor EMI. Zijn laatste album kwam uit in 2012 en hij zette toen een punt achter zijn carrière.

## Discografie
| - Dolce Acqua (1971) - Grande Mare che Avremmo Traversato (1973) - Poco Prima dell'Aurora (met Oscar Prudente) (1974) - Good-bye Indiana (1975) - La Casa del Serpente (1977) - La Mia Banda Suona il Rock (1979) - Panama e Dintorni (1981) - Le Citta' di Frontiera (1983) - Ventilazione (1984) - 700 Giorni (1986) - La Pianta del Te' (1988) - Discanto (1990) - Lindbergh (1992) | - Buontempo Dal Vivo Vol. 1 (1993) - Carte da Decifrare Dal Vivo Vol. 2 (1993) - Macramé (1996) - Canzoni a Raccolta - Time and Silence (1998) - La disciplina della Terra (2000) - Not One Word (2001) - Lampo viaggiatore (2003) - Dal vivo, Vol. 3: Tour Acustico (2004) - L'arcangelo (2006) - Ho sognato una strada (2006) - Musica Moderna (2008) - Di Tanto Amore (2009) - Decadancing (2012) |

### Samenwerkingen
Fossati werkte ook met verschillende artiesten samen, waarmee hij onder meer de volgende liedjes geschreven heeft:
- "Scacchi e tarocchi" (Francesco De Gregori, 1985)
- "Euphonia" (Vincenzo Zitello, 1986)
- "Anime salve" (Fabrizio De André, 1996)
- "Les Annees Orlando l'Integrale 1970-1997" (Dalida, 1997)
- "Veleno" (Mina, 2003)
- "Acqua foco e vento" (Riccardo Tesi, 2003)
- "Miei compagni di viaggio" (Mia Martini, 2003)